# アメリカミズアブ
アメリカミズアブ（亜米利加水虻、学名: Hermetia illucens）は、ハエ目ミズアブ科の昆虫。アブ（直縫短角群）の一種。幼虫（蛆）は、後述する様々な理由からフェニックスワームと呼ばれる。

## 形態

### 成虫
成虫は体長15 - 20 mm。体色は黒色。翅も半透明の黒色である。触角は長い。腹部には2つ白紋がある他、胸部側縁も白い微毛で薄く縁取られる。複眼はメタリックグリーンの地にメタリックパープルの細長い楕円が幾つも並ぶ。

### 幼虫
体長20 - 28 mm。やや淡い褐色をした蛆虫状の外観で、節々の皺が深い。

## 生態

### 分布
原産地は北米、中米。
人類の大陸間運輸活動に付随して世界各地に分布を拡大している。日本には1950年頃に侵入し、本州、四国、九州、沖縄本島、宮古島、石垣島、西表島、父島で自然繁殖している。

### 生息環境
成虫は5 - 9月頃に出現し、夏から秋に多い。
幼虫（蛆）は、草や果実、動物の死体や糞などの腐敗有機物を食べるため、家庭の生ごみやコンポストから発生することもある。成虫も繁殖活動のためこれらに集まるが、口がなく餌は食べない。

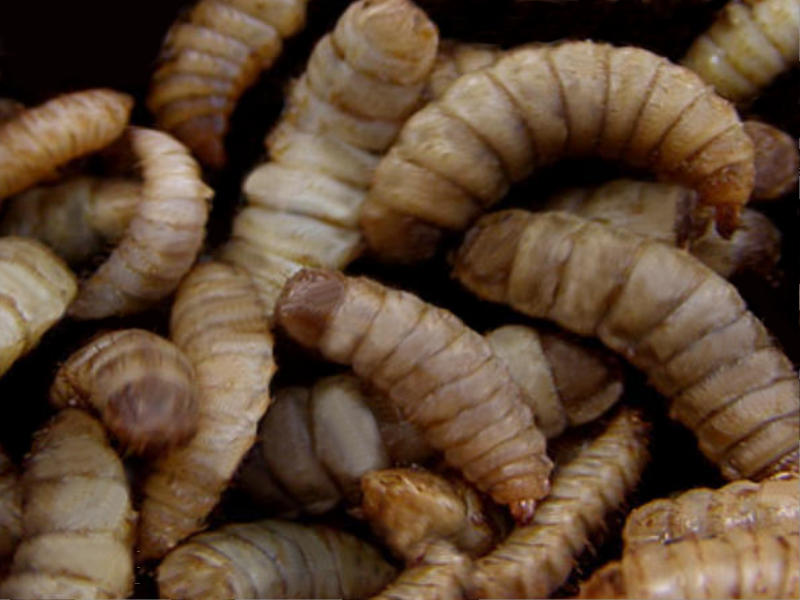
幼虫

## 人間との関わり
日本に水洗式便所が普及するまでは、便所周辺でよく見かけられたため、「便所バチ」と呼ばれていた。
一方、英語圏での「フェニックスワーム」という呼称は、汚物の中から小虫が発生する様が不死鳥を連想すること、本種を研究していた学者が交通事故から生還したことなどから、複合的に取られている。
本種の幼虫は温暖な気候の下での大量養殖が比較的容易で、また含有する栄養が量、バランスともに大変優れている。このため世界的に家禽、養殖魚や実験動物の代替飼料として、またその処理能力の高さから有機廃棄物処理分野でも注目を集めている。一例として、ケニアでは生ごみを食べさせた幼虫を家畜や魚類に与えている。幼虫はペット（魚のほか両生類、爬虫類等）の健全な骨や甲羅を形成するのに重要なカルシウム：リン比率（Calcium：Phosphorous Ratio）がおおよそ1.5:1と理想的と言われる1:1から2：1の中間の値を示し、アメリカでは生き餌や乾燥状態の商品として“Calci worm”、“Phoenix worm”、“Repti worm”、“Soldier Grub”などの名で流通している。
大阪府立環境農林総合研究所は、飼育したアメリカミズアブの幼虫を養鶏や魚の飼料に、排泄物と食べ残しを堆肥に使う技術を確立している。
日本在来種であるコウカアブとよく似ているが、アメリカミズアブの方が触角が長い。